# Timur Mirosznyczenko
Timur Walerijowicz Mirosznyczenko (ukr. Тімур Валерійович Мірошниченко, ur. 9 marca 1986 w Kijowie) – ukraiński komik, aktor i prezenter telewizyjny. Współprowadził finał 7. Konkursu Piosenki Eurowizji Junior i 62. Konkursu Piosenki Eurowizji; oba konkursy organizowane były w Kijowie.